# Jocs Olímpics de la Joventut
Els Jocs Olímpics de la Joventut (JOJ, en anglès Youth Olympic Games o YOG) són uns Jocs esportius quadriennals promoguts pel Comitè Olímpic Internacional (COI) i en el qual participen atletes de tot el món d'entre 14 i 18 anys. La seva celebració va ser proposada l'any 2001 pel president del COI Jacques Rogge i aprovada el 5 de juliol de 2007 en el transcurs de la 119 Sessió del COI a la Ciutat de Guatemala. Existiran dues versions dels JOJ, una d'estiu i un altre d'hivern, que se celebraran alternativament a partir de 2010 i 2012, respectivament.

## Jocs Olímpics d'Estiu de la Joventut
Els JOJ d'estiu tindran una duració d'almenys dotze dies i se celebraran de forma quadriennal a partir de l'any 2010. El seu programa esportiu inclourà els mateixos esports i disciplines que reflecteixi el programa dels Jocs Olímpics d'estiu immediatament posteriors, així com altres disciplines esportives específicament dirigides a joves i que podran ser incloses a proposta de les federacions esportives internacionals. El COI estima que els JOJ convoquin a 3.200 atletes i 800 àrbitres.

### Seus
| Edició | Any  | Seu          | País local      | Data d'inici | Data d'acabament | Nacions            | Atletes            | Esports            | Líder Medaller     | Ref.               |
| ------ | ---- | ------------ | --------------- | ------------ | ---------------- | ------------------ | ------------------ | ------------------ | ------------------ | ------------------ |
| I      | 2010 | Singapur     | Singapur        | 14 d'agost   | 26 d'agost       | 204                | 3.524              | 26                 | R.P. de la Xina    | [ 4 ]              |
| II     | 2014 | Nanquín      | R.P. de la Xina | 16 d'agost   | 28 d'agost       | 203                | 3.579              | 28                 | R.P. de la Xina    | [ 5 ]              |
| III    | 2018 | Buenos Aires | Argentina       | 6 d'octubre  | 18 d'octubre     | 206                | 3.997              | 32                 | Rússia             | [ 6 ]              |
| IV     | 2026 | Dakar        | Senegal         | 22 d'octubre | 9 de novembre    | Esdeveniment futur | Esdeveniment futur | Esdeveniment futur | Esdeveniment futur | Esdeveniment futur |

## Jocs Olímpics d'Hivern de la Joventut
Els JOJ d'hivern se celebraran de forma quadriennal a partir de l'any 2012. El seu programa esportiu inclourà els mateixos esports i disciplines que reflecteixi el programa dels Jocs Olímpics d'hivern immediatament posteriors, així com altres disciplines esportives específicament dirigides a joves i que podran ser incloses a proposta de les federacions esportives internacionals.

### Seus
| Edició | Any  | Seu         | País local    | Data d'inici | Data d'acabament | Nacions | Atletes | Esports | Líder Medaller | Ref.   |
| ------ | ---- | ----------- | ------------- | ------------ | ---------------- | ------- | ------- | ------- | -------------- | ------ |
| I      | 2012 | Innsbruck   | Àustria       | 13 de gener  | 22 de gener      | 69      | 1.059   | 7       | Alemanya       | [ 7 ]  |
| II     | 2016 | Lillehammer | Noruega       | 12 de febrer | 21 de febrer     | 71      | 1.100   | 7       | Estats Units   | [ 8 ]  |
| III    | 2020 | Lausana     | Suïssa        | 9 de gener   | 22 de gener      | 79      | 1.872   | 8       | Rússia         | [ 9 ]  |
| IV     | 2024 | Gangwon-do  | Corea del Sud | 19 de gener  | 1 de febrer      | 78      | 1.802   | 7       | Itàlia         | [ 10 ] |